# Heorhij Tschyhajew

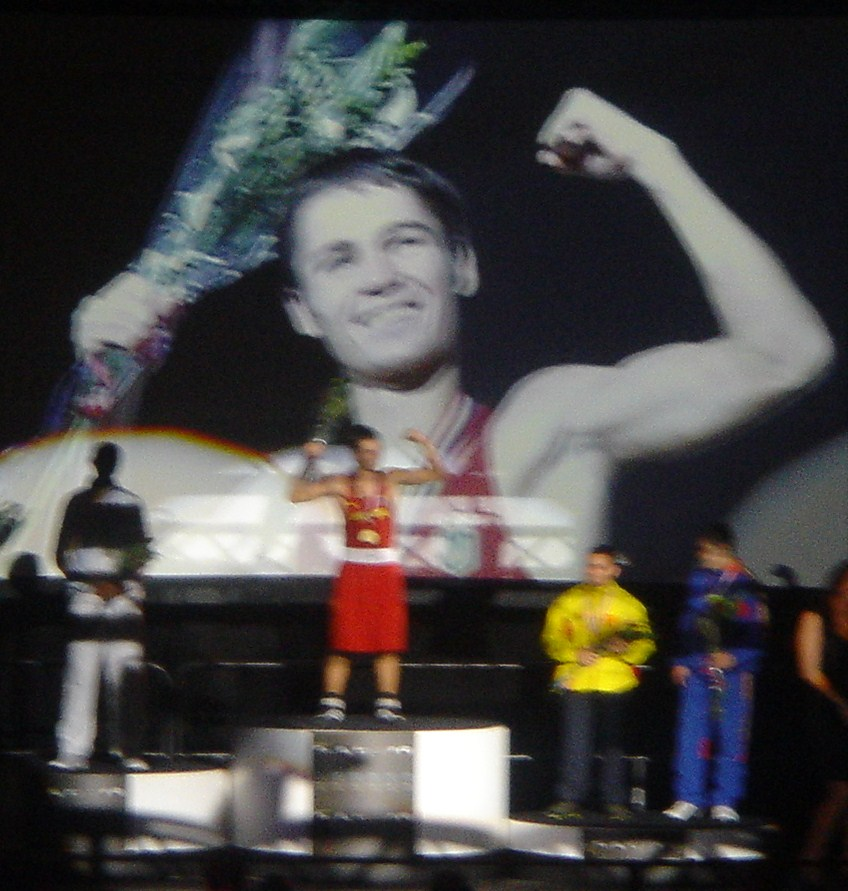
Heorhij Tschyhajew

Heorhij Tschyhajew (ukrainisch Георгій Чигаєв, russische Transliteration: Georgi Tschigajew; * 19. Oktober 1983 in Odessa, Sowjetunion) ist ein ukrainischer Boxer. Er war 2008 Europameister im Fliegengewicht.

## Werdegang
Heorhij Tschyhajew begann als Jugendlicher mit dem Boxen. Trainiert wird er von I.G. Kozak und von Nationaltrainer Dimitro Sosnowsky.
Im Jahre 2000 nahm er an der Junioren-Weltmeisterschaft in Budapest teil und belegte dort im Papiergewicht (Klasse bis 48 kg Körpergewicht (KG)) nach einer Niederlage gegen den Kubaner Yankiel León den dritten Platz und gewann damit eine WM-Bronzemedaille.
Im Jahre 2002 wurde Heorhij Tschyhajew ukrainischer Meister im Papiergewicht. Er vertrat sein Land dann im Jahre 2003 im Papiergewicht auch bei der Weltmeisterschaft in Bangkok. Er musste dort aber noch Lehrgeld bezahlen, denn er verlor dort seinen ersten Kampf in der Runde der letzten "32" gegen Schandos Dschumabekow aus Kasachstan und landete damit mit allen Verlierer dieser Runde auf dem 17. Platz.
Obwohl er im Jahre 2004 ukrainischer Meister im Fliegengewicht worden war, wurde er vom ukrainischen Box-Verband nicht für die Olympia-Qualif.-Turniere nominiert. Er war aber im Jahre 2005 wieder bei der Weltmeisterschaft, die in Mianyang/China stattfand, am Start. Allerdings erging es ihm dabei im Fliegengewicht so wie bei der Weltmeisterschaft Jahre 2003, denn er verlor seinen ersten Kampf in der Runde der letzten 32 gegen den US-Amerikaner Rau’Shee Warren durch Abbruch in der 2. Runde und landete damit wieder nur auf dem 17. Platz.
Im Jahre 2006 nahm Heorhij Tschyhajew an der Europameisterschaft in Plowdiw im Papiergewicht teil. Er unterlag dort im Achtelfinale gegen David Hajrapetjan aus Russland und kam damit auf den 9. Platz. Wesentlich besser schnitt er bei der Weltmeisterschaft 2007 in Chicago ab. Im Papiergewicht gewann er dort über Jeyhan Abijew aus Aserbaidschan und Łukasz Maszczyk aus Polen nach Punkten und unterlag erst im Viertelfinale gegen Nordine Oubaali aus Frankreich. Er erreichte damit den fünften Platz, der ihm die Qualifikation für die Olympischen Spiele 2008 in Peking brachte.
Bei den Olympischen Spielen in Peking besiegte er im Papiergewicht David Hajrapetjan nach Punkten (13:11), unterlag aber im Achtelfinale gegen Yampier Hernández aus Kuba. Damit schied er aus und belegte den neunten Platz. Nach den Olympischen Spielen startete er dann 2008 auch noch bei der Europameisterschaft in Liverpool. Er trainierte allerdings nicht mehr in das Papiergewicht ab, sondern startete im Fliegengewicht. Eine Maßnahme, die sich bezahlt machte, denn er gewann in Liverpool gegen Derenik Gishlarjan aus Armenien, Francisco Torrijos aus Spanien, Veli Mumin aus Mazedonien und im Endkampf gegen Salomo N’tuve aus Schweden und wurde damit Europameister.

## Internationale Erfolge
| Jahr | Platz | Wettbewerb                         | Gewichtsklasse | |
| 2000 | 3.    | Junioren-WM in Budapest            | Papier         | mit Siegen über Balli Balijew, Turkmenistan u. Rafael Kaczor, Polen u. einer Niederlage gegen Yankiel León, Kuba              |
| 2002 | 1.    | Arena-Cup in Pula                  | Fliegen        | mit Punktsieg im Finale über Igor Samojlenko, Moldawien                                                                       |
| 2003 | 17.   | WM in Bangkok                      | Papier         | nach einer Niederlage in der Runde der letzten "32" gegen Schandos Dschumabekow, Kasachstan                                   |
| 2005 | 2.    | "Strandjata"-Turnier in Plowdiw    | Fliegen        | mit Siegen über Veli Mumin, Mazedonien u. Mirjan Rahimdschanow, Kasachstan u. einer Niederlage gegen Salim Salimow, Bulgarien |
| 2005 | 3.    | "Golden-Belt"-Cup in Constanța     | Fliegen        | mit einem Sieg über Niculae Groaznicu, Rumänien u. einer Niederlage gegen Igor Samojlenko                                     |
| 2005 | 17.   | WM in Mianyang                     | Fliegen        | nach einer Niederlage gegen Rau’Shee Warren, USA                                                                              |
| 2006 | 9.    | EM in Plowdiw                      | Papier         | nach einer Niederlage gegen David Hajrapetjan, Russland                                                                       |
| 2007 | 1.    | Gebr.-Klitschko-Turnier in Kiew    | Fliegen        | mit Siegen über Wjatscheslaw Gojan, Moldawien, Sergiu Bistrica, Moldawien u. Alexei Dschunkinski, Ukraine                     |
| 2007 | 5.    | WM in Chicago                      | Papier         | mit Siegen über Jeyhun Abijew, Aserbaidschan u. Łukasz Maszczyk, Polen u. einer Niederlage gegen Nordine Oubaali, Frankreich  |
| 2008 | 2.    | "Feliks-Stamm"-Turnier in Warschau | Fliegen        | mit einem Sieg über Salomo N’tuve, Schweden u. einer Niederlage gegen Zhou Shiming, China                                     |
| 2008 | 2.    | "Makar-Mazay"-Turnier in Mariupol  | Fliegen        | mit Siegen über Witali Michailow, Ukraine u. Conor Ahearn, Irland u. einer Niederlage gegen Tulaschboy Donijorow, Usbekistan  |
| 2008 | 1.    | Gebr.-Klitschko-Turnier in Kiew    | Papier         | mit Siegen über Ferhat Pehlivan, Türkei u. Yampier Hernández, Kuba                                                            |
| 2008 | 9.    | OS                                 | Papier         | mit einem Sieg über David Hajrapetjan u. einer Niederlage gegen Yampier Hernández                                             |
| 2008 | 1.    | EM in Liverpool                    | Fliegen        | mit Siegen über Derenik Gishlarjan, Armenien, Francisco Torrijos, Spanien, Veli Mumin u. Salomo N’tuve                        |
| 2009 | 1.    | "Makar-Mazay"-Turnier in Mariupol  | Bantam         | mit Siegen über Dimitri Auschew, Ukraine, Rahim Najafow, Aserbaidschan u. Witali Wolkow, Ukraine                              |

## Länderkämpfe
| Jahr | Ort     | Begegnung                     | Gewichtsklasse | Ergebnis                                  |
| 2006 | Baku    | Ukraine – Afrika (Welt-Cup)   | Papier         | Abbruchsieger über Chris Maoutendi, Gabun |
| 2006 | Baku    | Ukraine – Russland (Welt-Cup) | Papier         | Abbruchsieg über Wadim Idigischew         |
| 2006 | Baku    | Ukraine – China (Welt-Cup)    | Papier         | Punktsieg über Gao Liang                  |
| 2006 | Suwałki | Polen – Ukraine               | Papier         | Punktniederlage gegen Lukasz Maszczyk     |
| 2006 | Harvey  | USA – Ukraine                 | Papier         | Punktsieg über Robert Ceron               |
| 2007 | Kiew    | Ukraine – Kuba                | Papier         | Punktsieg über Daniel Matellon            |

## Ukrainische Meisterschaften
(soweit bekannt)
| Jahr | Platz | Gewichtsklasse | Finalergebnis                        |
| 2002 | 1.    | Papier         |                                      |
| 2004 | 1.    | Fliegen        | Punktsieger über Michailo Serbajew   |
| 2005 | 1.    | Fliegen        | Punktsieger über Alexei Dschunkiwski |
| 2009 | 1.    | Bantam         | Punktsieger über Witali Wolkow       |

Anm.: OS = Olympische Spiele, WM = Weltmeisterschaft, EM = Europameisterschaft, Papiergewicht, bis 48 kg, Fliegengewicht, bis 51 kg u. Bantamgewicht, bis 54 kg Körpergewicht